# Amphilepis sanmatiensis
Amphilepis sanmatiensis är en ormstjärneart som beskrevs av Bernasconi och D'Agostino 1975. Amphilepis sanmatiensis ingår i släktet Amphilepis och familjen sköldormstjärnor. Inga underarter finns listade i Catalogue of Life.